# Neptunia
Genre
Neptunia est un genre de plantes à fleurs dicotylédones de la famille des Fabaceae, sous-famille des Mimosoideae, originaire d'Australie, qui comprend  douze espèces acceptées. 

## Liste d'espèces
Selon The Plant List (22 septembre 2018) :
- Neptunia amplexicaulis Domin
- Neptunia dimorphantha Domin
- Neptunia gracilis Benth.
- Neptunia javanica Miq.
- Neptunia lutea (Leavenw.) Benth.
- Neptunia major (Benth.) Windler
- Neptunia monosperma F.Muell.
- Neptunia natans W. Theob.
- Neptunia oleracea Lour.
- Neptunia plena (L.) Benth.
- Neptunia pubescens Benth.
- Neptunia triquetra (Vahl) Benth.